# Szczeciniak sosnowy
Szczeciniak sosnowy (Onnia triquetra (Pers.) Imazeki) – gatunek grzybów z rodziny szczeciniakowatych (Hymenochaetaceae).

## Systematyka i nazewnictwo
Pozycja w klasyfikacji według Index Fungorum:
Onnia, Hymenochaetaceae, Hymenochaetales, Incertae sedis, Agaricomycetes, Agaricomycotina, Basidiomycota, Fungi.
Polską nazwę "szczeciniak sosnowy" podali Gumińska & Wojewoda w 1983.

## Występowanie i siedlisko
Występuje w Ameryce Północnej, Azji i Europie, w tym w Polsce. Saprotrof, który rośnie na pniach i korzeniach sosny zwyczajnej. Jest na Czerwonej Liście jako gatunek "narażony na wymarcie" (V). 